# Centre international du photojournalisme

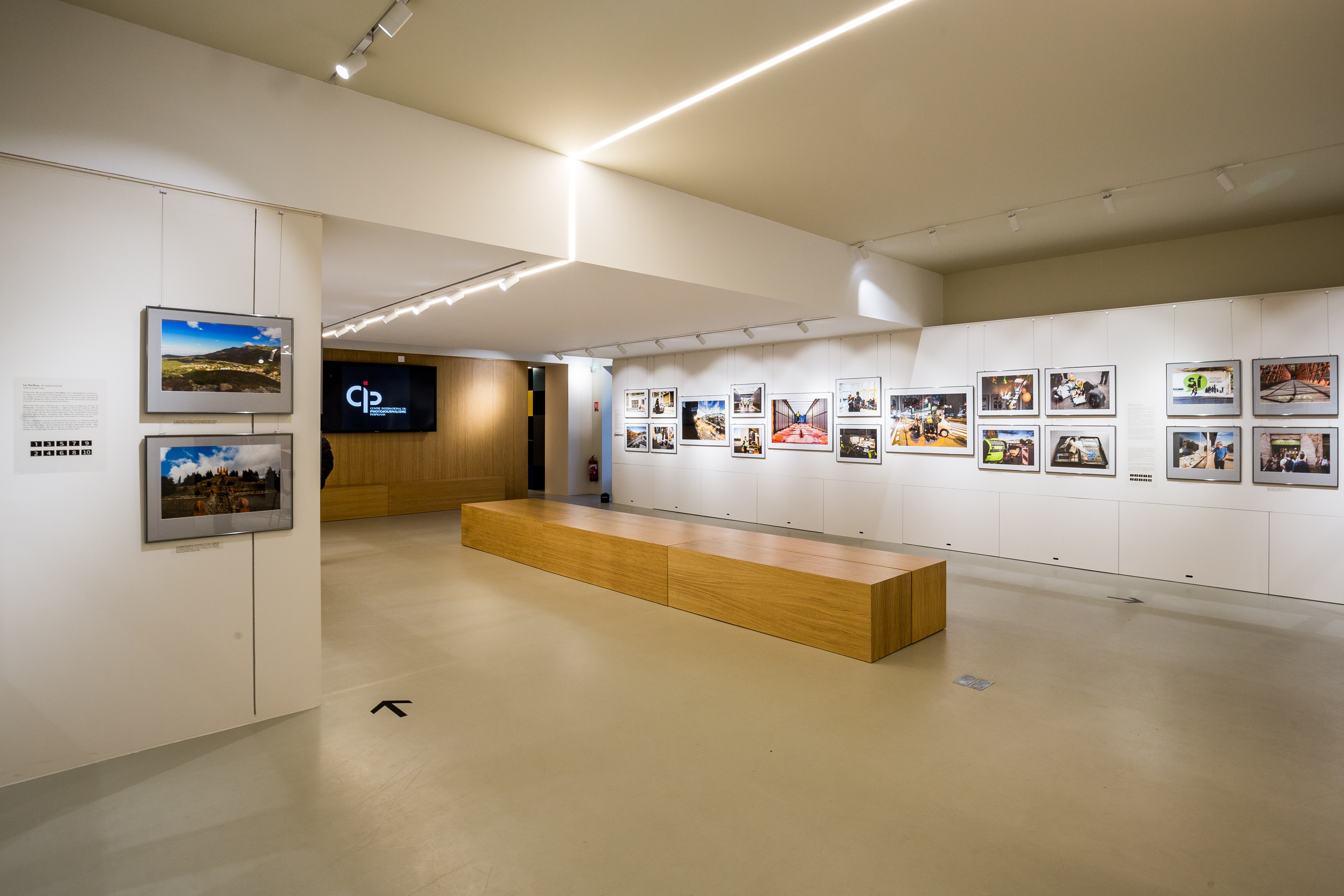
Salle d'exposition (20118)

Le Centre international du photojournalisme - Perpignan (CIP) est un établissement culturel crée en 2015 par la mairie de Perpignan et avec l'Association Visa pour l'Image-Perpignan. Pour la réalisation de ce projet un comité de pilotage fondateur  (2015-2018) avait été mis en place avec Jean-François Camp (Laboratoire DUPON), Daniel Barroy (Ministère de la Culture) Annie Boulat (Agence COMOS), Serge Challon (Agence Wallguest), Cyril Drouhet (journaliste au journal Le Figaro), Daphné Anglès (journaliste au New York Times), Sylvie Grumbach (membre du 2e Bureau), Marc Héraud, Pascal Briard, Elisabeth Bret-Sayer (photographe) et Frédérique Gaillard (responsable de photothèque et thèse sur le World Press Photo).

## Historique
L’Association Visa pour l'Image-Perpignan, crée en 1989, a pour objet de « sensibiliser, promouvoir et aider au développement de toutes activités relatives au photojournalisme , à sa mise en valeur en tant que moyen d’information, de préservation de la mémoire collective, de fourniture de données historiques et de défense de la liberté d’expression dans le monde ».
Cette association qui organise depuis 1989, un festival international du photojournalisme sous la dénomination Visa pour l'Image-Perpignan et toutes activités pouvant s'y rapporter, décide par une modification de ses statuts le 8 juillet 2015, la création du Centre international du photojournalisme, centre de ressources, de documentation et de diffusion des œuvres des photojournalistes.
Il est financé et bénéficie du soutien de la Ville de Perpignan, du Ministère de la Culture et de la Communication, de la Région Occitanie et du département des Pyrénées-Orientales.
Il a pour but :
- de conserver et tenir à disposition des chercheurs afin de mettre en valeur le patrimoine que représentent les fonds et les collections de photojournalistes, dans un espace de stockage de fonds photographiques adapté à la conservation d’archives photographiques physiques.
- d'assurer la protection des droits de la profession sous toutes ses formes et la pérennisation d'une activité considérée comme indispensable à la liberté de la presse,
- de développer des projets destinés à valoriser le travail des photojournalistes grâce à des éditions de supports multimédia, et en organisant expositions et rencontres…

Aujourd'hui, le Centre international du photojournalisme de Perpignan est dirigé par un comité de pilotage bénévole composé de professionnels de l’image et d’une équipe de personnel salarié du centre.

## Fonds photographique
Depuis sa création, des photojournalistes ont confié leurs images au CIP, parmi lesquels Stanley Greene, Paul Senn, Pierre Jamet…